# 松本幸四郎

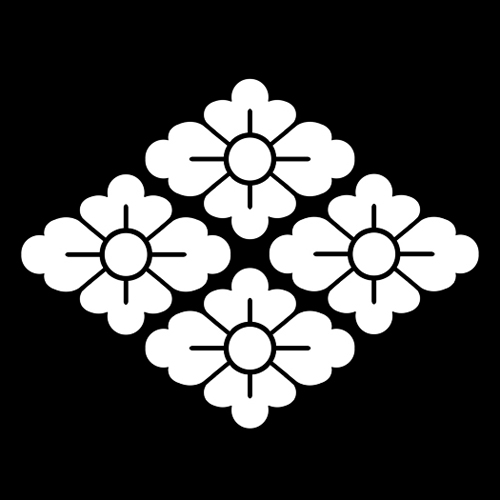
四つ花菱

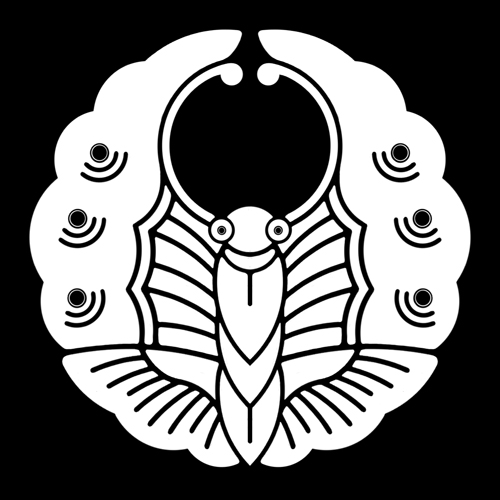
浮線蝶

松本 幸四郎（まつもと こうしろう）は、歌舞伎役者の名跡。屋号は初代が大和屋、二代目以降が高麗屋。定紋は四つ花菱（よつ はなびし）、替紋は浮線蝶（ふせ ちょう）。

## 解説
七代目は日本舞踊藤間流の藤間勘右衛門も同時に名乗り、また八代目以降は日本舞踊松本流の宗家でもある。
本来は市川團十郎の弟子筋にあたる家だが、二代目松本幸四郎の実の父は二代目市川團十郎であったともいわれ、その縁からか、成田屋に市川團十郎の跡継ぎがいない場合には、常にこの高麗屋から養子が入って市川宗家を継いでいる。

## 松本幸四郎代々
初代 松本幸四郎
下総国香取郡の人、1674–1730。門人から立役に出世。
久松小四郎 → 松本小四郎 → 初代松本幸四郎
二代目 松本幸四郎
初代の養子、1711–78。実父は芝居茶屋の和泉屋勘十郎、実は二代目市川團十郎の実子とも。
初代松本七蔵 → 二代目松本幸四郎 → 四代目市川團十郎 → 二代目松本幸四郎 → 三代目市川海老蔵
三代目 松本幸四郎
二代目の子、1741–1804。
初代松本幸蔵 → 三代目松本幸四郎 → 五代目市川團十郎 → 市川蝦蔵
四代目 松本幸四郎
京出身、1737–1802。初代瀬川菊之丞の門人から大看板役者に大成。
瀬川錦吾 → 瀬川錦次 → 市川武十郎 → 初代市川染五郎 → 二代目市川高麗蔵 → 四代目松本幸四郎 → 男女川京十郎
五代目 松本幸四郎
四代目の子、1764–1838。「鼻高幸四郎」の異名をとり、実悪をやらせたら「三都随一」「古今無類」と謳われた名優。
市川純蔵 → 三代目市川高麗蔵 → 五代目松本幸四郎
六代目 松本幸四郎
五代目の子、1811–1849。
松本錦子 → 五代目市川高麗蔵 → 六代目松本幸四郎 → 松本錦升（隠居名）
七代目 松本幸四郎
舞踊の二代目藤間勘右衛門の養子、実父は伊勢四日市の武家、1870–1949。『勧進帳』の弁慶は「絶品」といわれ、生涯に約1600回も演じた。十一代目市川團十郎、八代目松本幸四郎、二代目尾上松緑の実父。
市川金太郎 → 四代目市川染五郎 → 八代目市川高麗蔵 → 七代目松本幸四郎
八代目 松本幸四郎
七代目の次男、1910–1982。1949年襲名。子役の経験はなく、一門を引き連れ松竹から東宝へ移籍する、シェークスピアの戯曲に挑むなど、歌舞伎と近代演劇の垣根を越えて活躍した異色の大看板。
二代目松本純蔵 → 五代目市川染五郎 → 八代目松本幸四郎 → 初代松本白鸚（隠居名）
九代目 松本幸四郎
八代目の長男、1942– 。1981年秋襲名。ブロードウェイ ミュージカルを当地で英語で主演しても大評判をとる万能型俳優。2018年1月に隠居名である松本白鸚を二代目として襲名。
二代目松本金太郎 → 六代目市川染五郎 → 九代目松本幸四郎 → 二代目松本白鸚（隠居名）
十代目 松本幸四郎
九代目の長男、1973– 、当代。2018年1月襲名。
三代目松本金太郎 → 七代目市川染五郎 → 十代目松本幸四郎